# رایلی جونز
رایلی جونز (انگلیسی: Riley Jones) بازیگر اهل انگلستان است. وی از سال ۲۰۱۲ میلادی تاکنون مشغول فعالیت بوده‌است.
از فیلم‌هایی که وی در آن‌ها نقش داشته‌است، می‌توان به ایست‌اندرز و ورا اشاره نمود.